# スポンサー付きトップレベルドメイン
スポンサー付きトップレベルドメイン（スポンサーつきトップレベルドメイン、sTLD: sponsored top-level domain）は、インターネットのDomain Name Systemで使用するためにInternet Assigned Numbers Authority(IANA)によって維持されているトップレベルドメイン(TLD)のカテゴリの一つである。IANAはこの他、国名コードトップレベルドメイン(ccTLD)、ジェネリックトップレベルドメイン(gTLD)、インフラストラクチャトップレベルドメインの3つのグループのTLDを管理している。
スポンサー付きTLDは、TLDごとに特定のコミュニティを代表するスポンサーを持つ、特殊化されたTLDである。特定のコミュニティとは、TLDを使用するための登録者の適格性を制限する規則を制定し執行する民間機関・組織が提案した、民族的、地理的、専門的、技術的またはその他のテーマに基づいたものである。
一般的に、スポンサー付きTLDは、TLDの影響を最も受ける、より狭いコミュニティを代表するスポンサーを持つ特殊なTLDである。対照的に、スポンサーなしTLDは、ICANNの決定プロセスによって直接的に世界的なインターネットコミュニティによって確立されたポリシーの下で運用される。
例えば、.aero TLDはSITAが後援しており、登録は航空輸送業界のメンバーに限定される。
| TLD     | 資格者                                                                   | スポンサー                         |
| ------- | ------------------------------------------------------------------------ | ---------------------------------- |
| .aero   | 航空輸送業界のメンバー                                                   | SITA                               |
| .app    | 開発会社、専門家および熱心な開発者                                       | Google                             |
| .asia   | アジア太平洋地域の企業、組織、個人                                       | DotAsia Organisation               |
| .cat    | カタルーニャ語言語文化圏                                                 | Fundació puntCat                   |
| .coop   | 協同組合                                                                 | DotCooperation                     |
| .dev    | 開発会社、専門家および熱心な開発者                                       | Google                             |
| .edu    | 米国教育省によって承認された機関によって認定された中等教育以降の教育機関 | Educause                           |
| .gov    | アメリカ合衆国政府機関                                                   | アメリカ合衆国共通役務庁           |
| .int    | 政府間の国際条約によって設立された組織                                   | IANA                               |
| .jobs   | 人事マネージャー                                                         | 米国人材マネジメント協会           |
| .mil    | アメリカ合衆国軍                                                         | 米国防総省ネットワーク情報センター |
| .mobi   | モバイル製品・サービスの提供者・消費者                                   | dotMobi                            |
| .museum | 博物館                                                                   | 博物館ドメイン管理協会             |
| .post   | 郵便サービス                                                             | 万国郵便連合                       |
| .tel    | 企業や個人が連絡先データを公開するため                                   | Telnic Ltd.                        |
| .travel | 旅行代理店、航空会社、ホテル経営者、観光局など                           | Tralliance Corporation             |
| .xxx    | ポルノサイト                                                             | ICM Registry                       |

この他にも、特定の企業が自社名に因んで命名し管理しているトップドメインなど、さらに多くのものがある。提案中のトップレベルドメインおよびトップレベルドメイン一覧#ICANN時代のジェネリックトップレベルドメインも参照。